# Tony Hawk's Pro Skater 4
Tony Hawk's Pro Skater 4 (THPS4), est le quatrième opus de la série des Tony Hawk's Pro Skater. Développé par Neversoft et édité par Activision sur GameCube, Game Boy, PlayStation, PlayStation 2, Xbox, et PC.

## Système de jeu

### Généralités
Le jeu reprend les caractéristiques de ses prédécesseurs mais cette fois-ci le mode carrière a été revu et il est possible de se balader librement et sans limite de temps dans le niveau et rencontrer des personnages qui donneront des objectifs au joueur. Ces divers objectifs sont cependant toujours à remplir sur votre planche et souvent en temps limité. Cette évolution dans le mode carrière sera reprise dans la série avec le Story Mode des opus suivants.
On notera également l'apparition du mode Go Pro où le joueur devra réussir un « challenge pro » qui variera en fonction du skater et de son histoire.
Ce mode carrière pose les bases des modes carrières actuels et scelle la fin des jeux de la série Tony Hawk's Pro Skater.

### Skaters
- Tony Hawk
- Bob Burnquist
- Steve Caballero
- Kareem Campbell
- Rune Glifberg
- Eric Koston
- Bucky Lasek
- Bam Margera
- Rodney Mullen
- Chad Muska
- Andrew Reynolds
- Geoff Rowley
- Elissa Steamer
- Jamie Thomas

Bonus PC / PS2 / Xbox / GameCube
- Mike Vallely
- Jango Fett
- Eddie (la mascotte d'Iron Maiden)
- Daisy
- Mat Hoffman (personnage à créer)
- Rick Thorne (personnage à créer)
- Atiba Jefferson (personnage à créer)

Bonus GBA
La version Game Boy Advance inclut d'autres skaters secrets :
- Momo
- Mindy (Ré-utilisée dans Tony Hawk's American Wasteland)
- Frycook
- Roger

Bonus PS1
- Wee Man

### Niveaux
- La Fac
- San Francisco
  - Le niveau de San Francisco est différent de celui de Tony Hawk's Pro Skater.
  - Le niveau de San Francisco n'est pas inclus dans la version Game Boy Advance.
- Alcatraz
- Kona
- Chantier naval
- London
- Zoo

Bonus PC / PS2 / Xbox / GameCube
- Chicago (tiré de Mat Hoffman's Pro BMX 2)
- Carnaval

Bonus GBA
- The Zone

Bonus PS1
- Little Big World
- Sewers

### Nouveaux Tricks

#### Skitching
Pour skitcher [réf. nécessaire], le joueur doit appuyer sur Haut pour permettre au skater de s'accrocher à l'arrière d'un véhicule. Plus longtemps le skater parvient à s'accrocher, plus le joueur marque de point, la difficulté étant de garder l'équilibre. Le joueur doit parfois changer de position à l'arrière du véhicule pour éviter d'éventuels obstacles. Appuyer sur Saut ou Bas terminera le skitching. Le skitching n'est pas possible sur la version Game Boy Advance du jeu.

#### Lespine transfer
Un spine transfer est l'action de changer de quarter pipe lorsque ceux-ci sont placés dos-à-dos, cette technique peut être utilisée pour gagner de la vitesse.

#### Freestyle tricks
Beaucoup de freestyle tricks ont été directement intégrés dans la version de Tony Hawk's Pro Skater 4 comme des tricks classiques, propres aux joueurs, à l'inverse de Tony Hawk's Pro Skater 3 ou les special tricks devaient être débloqués, on peut citer casper, anti-casper ou handstand.

### Progression
La progression dans les niveaux fonctionne comme dans les jeux précédents, il faut remplir un certain nombre d'objectifs dans un niveau pour débloquer le suivant, certains objectifs rapportent plus de points que d'autres, et plus généralement la difficulté des objectifs augmente au fur et à mesure, il faudra répartir des points d'expérience gagnés pour accomplir les 190 objectifs proposés.

### Jeu en ligne
Le jeu en ligne a été arrêté le 1er janvier 2006.
Pour jouer en ligne sur Tony Hawk's Pro Skater 4 il fallait avoir une PlayStation 2 ou un PC, un adaptateur réseau et une connexion internet. Un joueur était le serveur et accueillait les autres joueurs (jusqu'à 8) dans une salle.
Le jeu en ligne proposait les modes suivants :
- Trick Attack : le but étant de faire le plus de points possible en enchaînant les tricks, celui qui avait le plus de point à la fin du temps imparti remportait la manche.
- Graffiti : À chaque fois qu'un joueur réalisait un trick sur un objet de la carte, l'objet changeait de couleur pour la couleur du joueur. Le but du jeu étant d'avoir, à la fin de la manche, le maximum de tags (ou d'objets/surface de sa couleur). L'autre règle était qu'un tag pouvait être remplacé si le score d'un trick d'un joueur l'objet était plus important que le score du trick précédent.
- Combo Mambo : Presque identique au mode Trick Attack, sauf qu'ici le score ne prend en compte que le plus gros des combos réalisé.
- King of the Hill : Une couronne est posée quelque part dans le niveau (un flèche indique sa direction), dès qu'un joueur l'attrape, il devient le roi, les autres joueurs doivent le toucher pour devenir le roi. Celui qui est resté le roi le plus de temps gagne la partie.
- Slap ; le but ici est de rentrer dans les autres joueurs. Plus vous fracasserez à grande vitesse les autres skaters, plus il s'écrasera par terre et vous gagnerez des points.

## Bande-son
À chaque niveau débloqué, une nouvelle chanson apparait
- AC/DC – "TNT"
- Aesop Rock – "Labor"
- Agent Orange – "Bloodstains" (Darkness version)
- Avail – "Simple Song"
- Bouncing Souls – "Manthem"
- City Stars – "Bad Dreams"
- The Cult – "Bad Fun"
- De La Soul – "Oodles of O's"
- Delinquent Habits – "House of the Rising Drum"
- The Distillers – "Seneca Falls"
- Eyedea & Abilities – "Big Shots"
- The Faction – "Skate and Destroy"
- Flogging Molly – "Drunken Lullabies"
- Gang Starr – "Mass Appeal"
- Goldfinger – "Spokeman"
- Haiku D'Etat – "Non Compos Mentis"
- Hot Water Music – "Freightliner"
- Iron Maiden – "The Number of the Beast"
- JFA – "Beach Blanket Bongout"
- Lunchbox Avenue – "Standing Still" (bonus track on PC and Mac versions)
- Lunchbox Avenue – "Everything and Anything" (bonus track on PC and Mac versions)
- Less Than Jake – "All My Best Friends Are Metalheads"
- Lootpack – "Whenimondamic"
- Muskabeatz & Biz Markie – "Bodyrock"
- Muskabeatz & Jeru the Damaja – "Versus of Doom"
- Muskabeatz & Melle Mel – "I'm a Star"
- N.W.A. – "Express Yourself"
- Nebula – "Giant"
- The Offspring – "Blackball"
- Public Enemy – "By the Time I Get to Arizona"
- Refused - "New Noise"
- Rocket from the Crypt – "Savoir Faire"
- Run-DMC – "My Adidas"
- Sex Pistols – "Anarchy in the UK"
- System of a Down – "Shimmy"
- Toy Dolls – "Dig That Groove Baby"
- US Bombs – "Yer Country"
- Zeke – "Death Alley"

## Accueil
- Jeux vidéo Magazine : 16/20 (PS2)[2]
- Jeuxvideo.com : 17/20 (PS2/XB/GC)[3] - 15/20 (PS1)[4] - 11/20 (PC)[5] - 15/20 (GBA)[6]